# Манстер
Ма́нстер (ирл. An Mhumhain [ənˈvuːnʲ], англ. Munster) —  одна из четырёх исторических провинций Ирландии, расположенная на юго-западе острова. В состав Мюнстера входят шесть графств:  Керри, Клэр, Корк, Лимерик, Типперэри и Уотерфорд.
Площадь провинции — 24 675 км², что делает её крупнейшей по территории среди ирландских провинций. Население — 1 373 346 человек (2022).

## История
Название Манстер происходит от имени кельтской богини Мума. В раннем Средневековье провинция делилась на шесть регионов — Южный Манстер, Западный Манстер, Северный Манстер, Восточный Манстер, Эрнайский Манстер и Дейзийский Манстер. Затем из этих областей образовались три королевства — Томонд, Десмонд и Ормонд. Нынешние герб и флаг провинции, несущие изображение трёх золотых корон на синем фоне, отражают именно этот период истории.